# Chromadorita inornata
Chromadorita inornata is een rondwormensoort uit de familie van de Chromadoridae. De wetenschappelijke naam van de soort is voor het eerst geldig gepubliceerd in 1915 door N.A. Cobb in M.V. Cobb.